# Electrocampe sugonjaevi
Electrocampe sugonjaevi is een vliesvleugelig insect uit de familie Tetracampidae. De wetenschappelijke naam is voor het eerst geldig gepubliceerd in 1995 door Trjapitzin & Manukyan.